# Bloody Friday
Bloody Friday is de naam die verwijst naar de bomaanslagen in Belfast op vrijdag 21 juli 1972, uitgevoerd in opdracht van de Irish Republican Army (IRA). Minstens twintig bommen explodeerden 's middags in een tijdsbestek van circa 80 minuten. Bij de aanslagen kwamen negen mensen om het leven en raakten circa 190 mensen gewond. Van de doden waren er twee soldaat en vijf burger. 
Reden voor de aanslagen waren de vastgelopen onderhandelingen tussen de IRA en de Britse overheid. Sinds het begin van The Troubles in 1969, pleegde de IRA diverse aanslagen vanwege de Britse aanwezigheid in Noord-Ierland. De bomaanslagen van Bloody Friday, veelal uitgevoerd met autobommen, richtte zich met name op de infrastructuur. De IRA claimt dat elke bomaanslag van Bloody Friday ten minste 30 minuten van tevoren gemeld is, maar dat de Britse beveiligingstroepen met opzet enkele bommen niet doorgegeven heeft. De Britten melden echter dat door de vele bommeldingen en tevens nepmeldingen, niet voldoende mankracht beschikbaar was.
In reactie op de bomaanslagen werd 's avonds door de protestantse Ulster Defence Association patrouilles gelopen en barricades opgericht. Er werden represailles uitgevoerd op katholieken, waarbij enkele doden vielen. Het Britse leger had 2000 soldaten aangewezen om bij diverse huizen van IRA-verdachten invallen te doen, waarbij zij in enkele gevallen in vuurgevechten kwamen en waarbij een aantal doden vielen.
Dertig jaar na dato werd door de IRA excuses aangeboden aan de families van de dodelijke burgerslachtoffers, als ook aan de gewonde burgers.